# Dzidosz mglisty

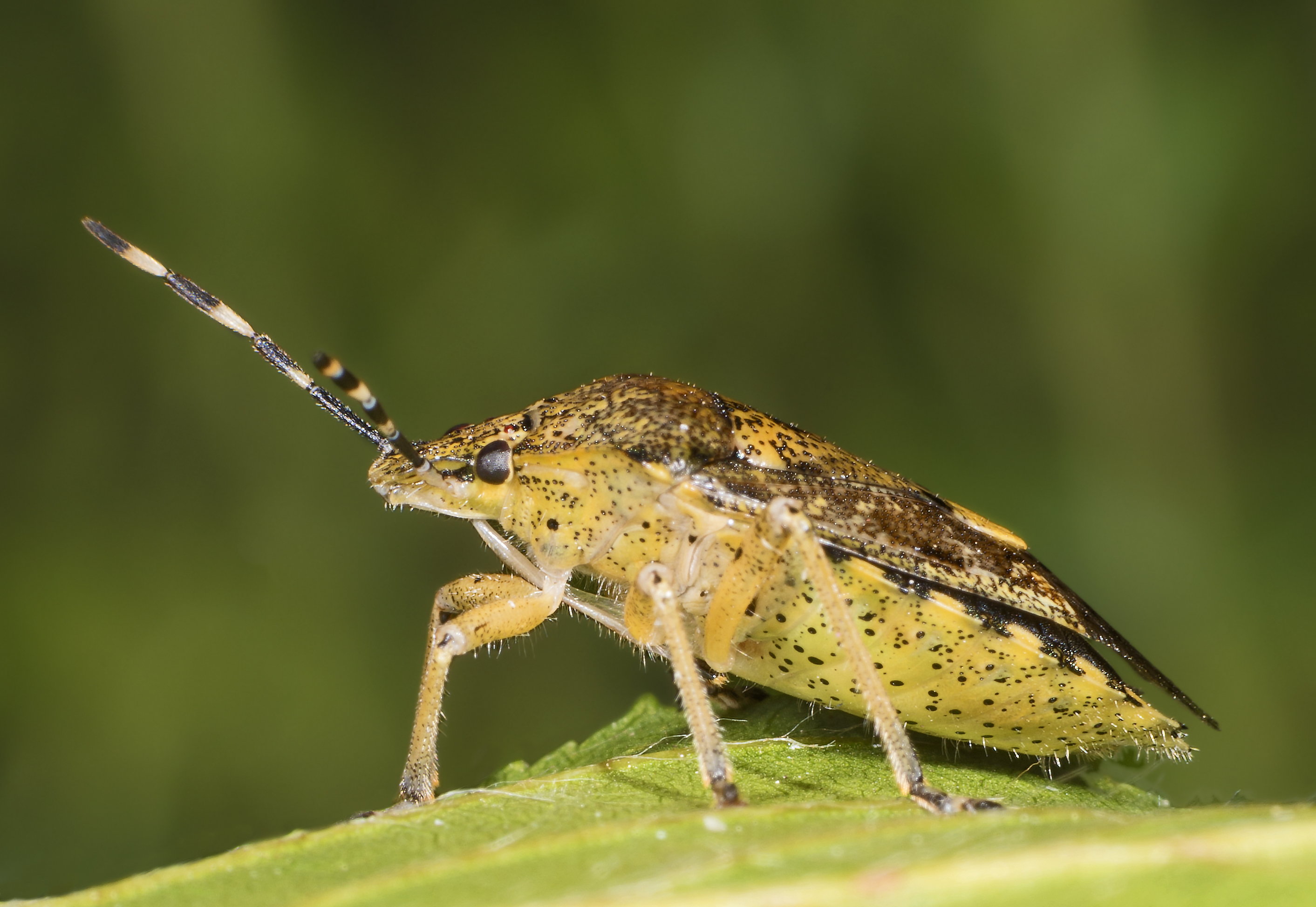
Widok z boku.

Dzidosz mglisty (Rhaphigaster nebulosa) – gatunek pluskwiaka z podrzędu różnoskrzydłych i rodziny tarczówkowatych.

## Morfologia
Pluskwiak o ciele długości od 13 do 16 mm, wydłużonym, nieowłosionym, barwy szarożółtej do kasztanowej, z wierzchu punktowany czarno i gęsto, od spodu rzadziej. Na czułkach występują szerokie obrączki czarnej barwy. Poszczególne sternity odwłoka mają kąty tylno-boczne wydłużone w postaci czarnych kolców, które widać również patrząc z góry. Odnóża ubarwione jak ciało, lecz ostatni człon stóp prawie całkiem czarny.

## Ekologia
Owad ciepłolubny. Zasiedla nasłonecznione pobrzeża lasów, zadrzewienia, parki, ogrody i sady. Bytuje na bluszczach, głogach, jarzębach, jeżynach, leszczynach, śliwach i wiązach. Jest głównie fitofagiem ssącym soki z drzew i krzewów, ale uzupełnia dietę wysysając padłe owady. Aktywny jest od wiosny do jesieni. Stadium zimującym jest postać dorosła. Zimowanie odbywać się może pod korą drzew, ale także w szczelinach płotów i murów.

## Występowanie
Gatunek palearktyczny, ciepłolubny. W Polsce do niedawna był bardzo rzadki, ale w drugiej dekadzie XXI wieku uległ ekspansji i obecnie jest miejscami liczebny.